# 디오니소스제
디오니소스제(Dionysia)는 고대 아테나이에서, 봄이 돌아온 것을 축하하는 제전이다. 연극을 메인으로 하며 파나텐 축제 다음으로 중요한 축제였다.

## 같이 보기
- 바카날리아